# Judolia cerambyciformis
Judolia cerambyciformis (лат.) — вид жесткокрылых насекомых из семейства усачей. Распространён в Албании, Бельгии, Белоруссии, Болгарии, Болгарии, Хорватии, Чехии, Дании, Франции, Германии, Венгрии, Италии, Латвии, Литве, Люксембурге, Молдавии, Нидерландах, Польше, Румынии, России, Сербии, Словакии, Словении, Испании, Швейцарии, Украине и Великобритании, а также в Турции, на Кавказе и Закавказье. Личинки развиваются в разлагающихся корнях хвойных (пихта белая, ель обыкновенная) и широколиственных (каштан посевной) деревьев. Имаго посещают цветки Aruncus vulgaris, Aegopodium podagraria. Длина тела имаго 6,5—12 мм.